# Jaws: The Revenge
Jaws: The Revenge (bra: Tubarão - A Vingança, ou Tubarão 4 - A Vingança, ou ainda Tubarão 87 - A Vingança; prt: Tubarão IV - A Vingança) é um filme estadunidense de 1987, dos gêneros terror e suspense, dirigido por Joseph Sargent, com roteiro de Michael De Guzman baseado nos personagens do livro Tubarão, de Peter Benchley.
É o quarto filme da série iniciada com Tubarão, em 1975.

## Sinopse
Em Amity, o tubarão inicia a sua vingança (isto é, não mata qualquer um), começando pela morte de Sean, o filho mais novo de Ellen (Lorraine Gary) e Martin Brody. Mike é o único que sobrevive. Ellen, comovida com a morte do filho e sem o marido para a apoiar, vai para praia de Bahamas por convite de seu filho Michael. É aí que conhecem Hogie (Michael Caine). Depois de muitos acontecimentos, a luta final acontece. É o fim do tubarão pela quarta vez.